# Ґнядкі
Ґнядкі (пол. Gniadki, нім. Gniadtken) — село в Польщі, у гміні Яновець-Косьцельний Нідзицького повіту Вармінсько-Мазурського воєводства.
Населення — 51 особа (2011).
У 1975-1998 роках село належало до Ольштинського воєводства.

## Демографія
Демографічна структура станом на 31 березня 2011 року:
|          | Загалом | Допрацездатний вік | Працездатний вік | Постпрацездатний вік |
| -------- | ------- | ------------------ | ---------------- | -------------------- |
| Чоловіки | 22      | 10                 | 11               | 1                    |
| Жінки    | 29      | 7                  | 17               | 5                    |
| Разом    | 51      | 17                 | 28               | 6                    |